# 501. padalski bataljon (ZDA)
501. padalski bataljon je bila padalska enota Kopenske vojske Združenih držav Amerike.

## Zgodovina
Bataljon je bil ustanovljen 1. oktobra 1940 s preimenovanjem 1. padalskega bataljona. Iz bataljona so vzeli kader za ustanovitev 502. padalskega bataljona. 